# بلانتكس
بلانتكس هو تطبيق استشاري محمول للمحاصيل للمزارعين وعمال الزراعة ومتعهدي البساتين. تم تطوير تطبيق بلانتكس بواسطة PEAT GmbH، وهي شركة ناشئة للذكاء الاصطناعي مقرها برلين. حيث يدّعي التطبيق تشخيص أضرار الآفات والأمراض النباتية ونقص المغذيات التي تؤثر على المحاصيل ويقدم تدابير الوقاية والعلاج المناسبة. يمكن للمستخدمين المشاركة في المجتمع عبر الإنترنت حيث يجدون العلماء والمزارعين وخبراء النبات لمناقشة قضايا صحة النبات. يمكن للمزارعين الوصول إلى الطقس المحلي والحصول على نصائح زراعية جيدة طوال الموسم وتلقي تنبيهات بالأمراض بمجرد انتشار المرض في محيطهم.

## نظرة على تاريخ التطبيق
أطلقت شركة PEAT GmbH تطبيق بلانتكس في عام 2015. في أبريل 2020، استحوذت PEAT على شركة Salesbee السويسرية الهندية الناشئة. ظهرت الشركة في وسائل الإعلام الرئيسية مثل بي بي سي ومجلة فورتشن ومجلة وايرد ومجلة إم آي تي تكنولوجي ريفيو العلمية ومجلة Nature. كما تم منحها جائزة CeBITInnovation وجائزة USAID للزراعة الرقمية الذكية وجائزة القمة العالمية من قبل الأمم المتحدة.

### المتعاونون
تتعاون Plantix مع معاهد البحوث الدولية والمنظمات الحكومية الدولية مثل ICRISAT (المعهد الدولي لبحوث المحاصيل للمناطق الاستوائية شبه القاحلة)، CIMMYT (المركز الدولي لتحسين الذرة والقمح) وCABI (مركز الزراعة والعلوم الحيوية الدولية).